# Кризи ле Шател
Кризи ле Шател (фр. Cruzy-le-Châtel) насеље је и општина у источном делу централне Француске у региону Бургоња, у департману Јон која припада префектури Авалон.
По подацима из 2011. године у општини је живело 267 становника, а густина насељености је износила 4,49 становника/km². Општина се простире на површини од 59,52 km². Налази се на средњој надморској висини од 271 метар (максималној 342 m, а минималној 175 m).

## Демографија
| 1962. | 1968. | 1975. | 1982. | 1990. | 1999. | 2011. |
| ----- | ----- | ----- | ----- | ----- | ----- | ----- |
| 409   | 423   | 351   | 281   | 274   | 269   | 267   |

График промене броја становника у току последњих година